# 青藤公
青藤公（学名：Ficus langkokensis）为桑科榕属的植物。分布在老挝、越南以及中国大陆的广东、福建、云南、海南、广西、四川等地，生长于海拔150米至2,000米的地区，多生长在山谷林中或沟边，目前已由人工引种栽培。

## 别名
尖尾榕（中国高等植物图鉴）

## 异名
- Ficus harmandii Gagnep.